# Јичанг
Јичанг (宜昌) град је Кини у покрајини Хубеј. Према процени из 2009. у граду је живело 481.187 становника.

## Становништво
Према процени, у граду је 2009. живело 481.187 становника.
| 1990.   | 2000.   | 2009    |
| ------- | ------- | ------- |
| 412.605 | 457.104 | 481.187 |